# Национальная галерея искусства
Национальная галерея искусства (англ. National Gallery of Art, сокр. NGA) — американский публичный художественный музей в Вашингтоне, округ Колумбия, в парке Национальная аллея (англ. National Mall). Входит в десять самых посещаемых художественных музеев мира. Галерее принадлежат два здания, «Восточное здание» (англ. East Building) и «Западное здание» (англ. West Building), соединённые просторным подземным переходом. 
Коллекция Национальной галереи искусства насчитывает около 1200 картин, а также скульптуры, рисунки, гравюры, фотографии, предметы декоративно-прикладного искусства. Галерея располагает одним из лучших собраний живописи итальянского Возрождения, обширной коллекцией произведений голландских, французских, английских и испанских старых мастеров. Шедевры коллекции включают произведения Я. Вермеера, Рембрандта, К. Моне, В. Ван Гога, Леонардо да Винчи, Джошуа Рейнольдса, Томаса Гейнсборо и многих других.

## История и описание
Галерея основана 24 марта 1937 резолюцией Конгрессом США. Ядро галереи составила коллекция, которую с 1920-х годов собирал финансист Эндрю Мэллон. В его коллекцию вошли, в частности, многие работы старых мастеров из числа распроданных советской властью шедевров Эрмитажа. Свою коллекцию Мэллон завещал государству, а также выделил 10 млн долларов на строительство здания, в котором должны были экспонироваться картины. Помимо коллекции Мэллона, в фонд галереи вошли крупные частные коллекции Джозефа Уайденера (более чем 2000 скульптур, картин, предметов декоративного искусства и фарфоровых изделий), Лессинга Дж. Розенвальда, Сэмуэла Кресса и других. 
Первое из двух зданий галереи (сегодня известное, как «Западное здание»), было построено в 1941 году по проекту архитектора Джона Рассела Поупа в неоклассическом стиле, с гигантским портиком с колоннами и массивным куполом, напоминающее Пантеон (также, как и другое здание, построенное по проекту Поупа в Вашингтоне — Мемориал Джефферсону). Галерея была построена на месте здания железнодорожной станции, в котором в 1881 году в результате покушения был смертельно ранен американский президент Джеймс Гарфилд. Здание галереи было открыто президентом Франклином Д. Рузвельтом 17 марта 1941 года. 
В 1970-е годы на средства наследников Мэллона — Пола Мэллона и Эйлсы Мэллон-Брюс рядом с первым было выстроено второе — «Восточное» здание по проекту архитектора Ио Мин Пей — современное и строго геометрическое по формам, выглядящее сверху, как соединённые друг с другом призмы. Второе здание было открыто 1 июня 1978 года президентом Джимми Картером. В нём разместилась коллекция современного искусства: работы Пабло Пикассо, Анри Матисса, Джексона Поллока, Энди Уорхола, Роя Лихтенштейна, Александра Колдера и других. В этом же здании располагаются помещения, предназначенные для образовательной и научной деятельности, включая кабинеты сотрудников галереи и Центр исследований изобразительного искусства (англ. Center for the Advanced Study in the Visual Arts, CASVA). Проект «Восточного здания» в 1981 году был отмечен почётной наградой Американского института архитекторов.
Последнее дополнение к комплексу — сад скульптур на пересечении с 7-й улицей, был открыт для публики 23 мая 1999 года. В центре сада площадью 25 тыс. м² работает большой фонтан (зимой используется как каток). Вокруг него установлены скульптуры таких мастеров, как Жоана Миро, Луизы Буржуа, Эктора Гимара и других.
В 2014 году в Национальную галерею поступили 17000 произведений из обанкротившейся галереи Коркорана, включая работы Эжена Делакруа, Эдгара Дега, Клода Моне, Томаса Гейнсборо, а также многих выдающихся американских художников.
Национальная галерея финансируется за счёт правительства США. Однако, помимо этого многие проекты галереи финансируются за счёт частных пожертвований и фондов. Галерея формально не является частью Смитсоновского института, но входит в число более чем 90 культурных учреждений, контролируемых институтом (т. н. «аффилированные музеи» (англ. affiliate museums)).
Вход в галерею бесплатен для посетителей.

## Галерея

Джиневра Бенчи кисти Леонардо да Винчи — один из шедевров коллекции.
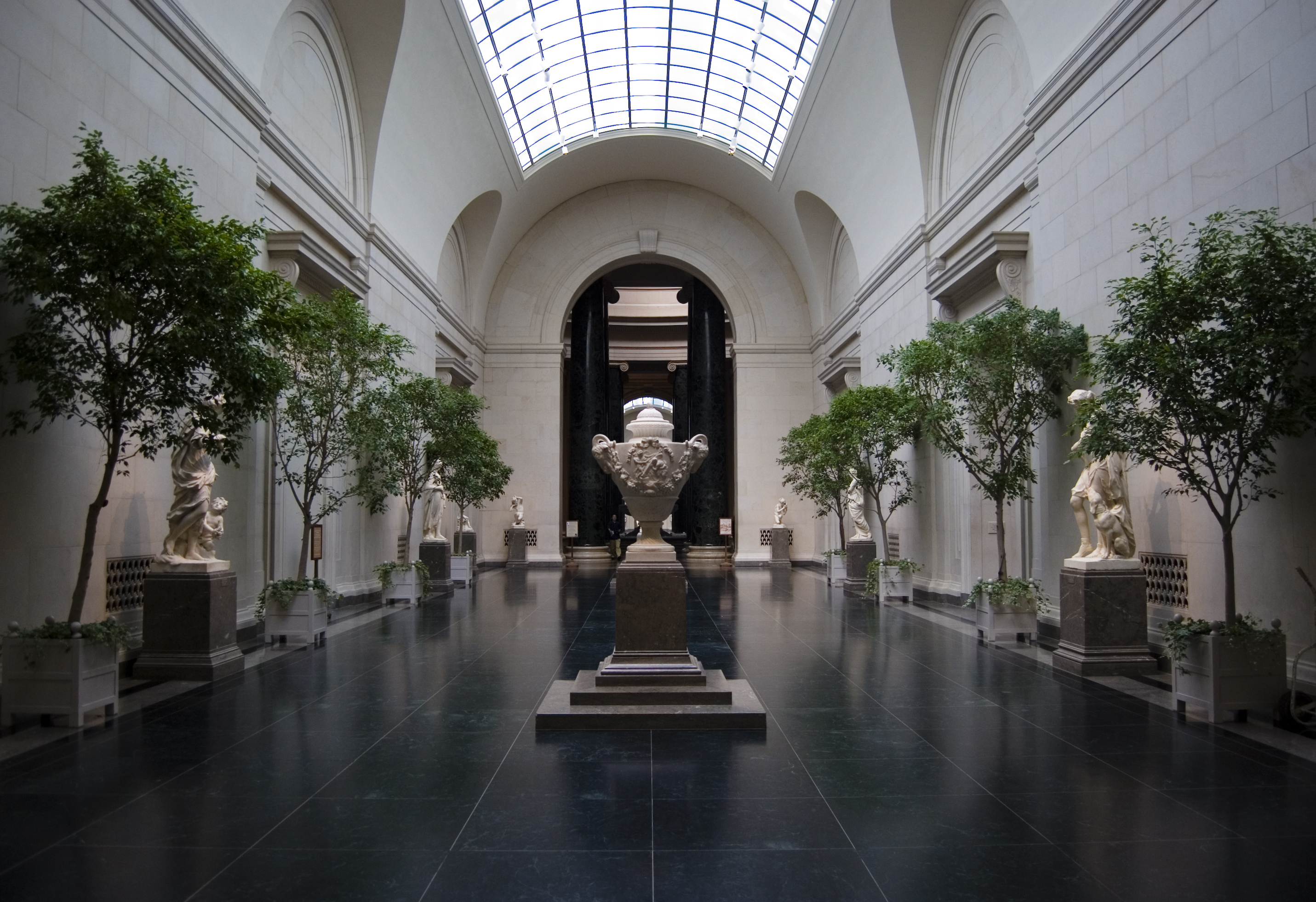
Интерьер западного здания.
- Залы галереи (видеоролик).
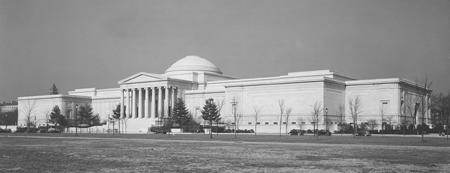
Западное здание вскоре после постройки.
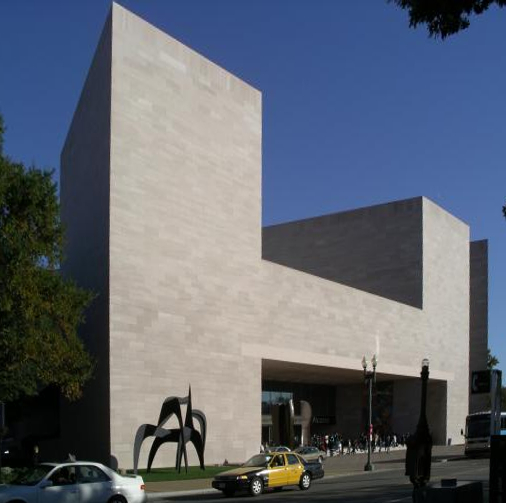
Восточное здание.
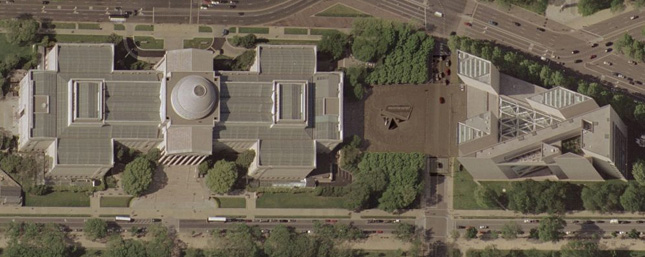
Спутниковый снимок зданий.